# USB Implementers Forum
Das USB Implementers Forum (USB-IF) ist eine Non-Profit-Organisation mit dem Ziel, den Universal Serial Bus (USB) zu fördern und zu verwalten. Die Hauptaktivitäten bestehen im Vorantreiben und Marketing des USB, Wireless USB, USB On-The-Go und in der Verwaltung der Spezifikationen sowie die Überprüfung der Einhaltung dieser in diversen Bereichen.
Gegründet wurde dieses im Jahr 1995 von einer Gruppe an Unternehmen, welche an der Entwicklung des USB beteiligt waren.
Die Arbeitsgruppen im USB-IF sind:
- Device Working Group
- Compliance Committee
- Marketing Committee
- On-The-Go Working Group

Entwickler können sich kostenlos in den Entwicklerforen anmelden und damit Zugriff zu Dokumenten des USB-IF erhalten, der Zugang zu einer Arbeitsgruppe hingegen erfordert eine Registrierung als Mitglied oder als Mitglied eines beteiligten Unternehmens. Das Entwicklerforum beinhaltet sowohl USB-Hardware- als auch Softwareentwicklung und ist nicht für Endverbraucher gedacht.
2014 wurde eine neue USB-Verbindung namens „USB-C“ angekündigt. Dieser Verbindungstyp transferiert mit bis zu 10 Gbit/s und lädt Geräte mit bis zu 100 Watt. Mittlerweile ist es über USB-C möglich, via USB4, bis zu 40 Gbit/s an Daten zu transferieren. Somit ist es auch möglich Monitore mit einer hohen Auflösung oder einer hohen Bildwiederholrate anzusteuern.